# Niagara Falls (film 1912 Edison)
Niagara Falls è un cortometraggio muto del 1912. Non si conosce il nome del regista del film, un documentario della Edison.

## Produzione
Il film fu girato alle cascate del Niagara e prodotto dalla Edison Manufacturing Company.

## Distribuzione
Distribuito dalla General Film Company, il film - un cortometraggio di 100 metri - uscì nelle sale cinematografiche degli Stati Uniti il 3 febbraio 1912. Nelle proiezioni, veniva programmato con il sistema dello split reel, accoppiato in un'unica bobina con un altro cortometraggio prodotto dalla Edison, Lucky Dog.